# Rimini
Rimini je italské město na pobřeží Jaderského moře v regionu Emilia-Romagna, hlavní město stejnojmenné provincie. Leží 10 km severovýchodně od San Marina, 240 km severně od Říma. Ke 31. prosinci 2018 zde žilo přes 150 000 obyvatel a patřilo mezi 30 největších italských měst.

## Charakter města
Jde o největší přímořské turistické letovisko Itálie a jedno z největších v Evropě (hlavně díky turistům z Německa a dalších středoevropských zemí). Spolu s několika dalšími městy v okolí vytváří dlouhý pás městské krajiny. Centrum města tvoří turisticky pozoruhodné stavby několika období od Římské říše, přes gotiku a renesanci až po hotely belle epoque a konstruktivismu. Nedaleko města se také nachází stát San Marino.

## Historie

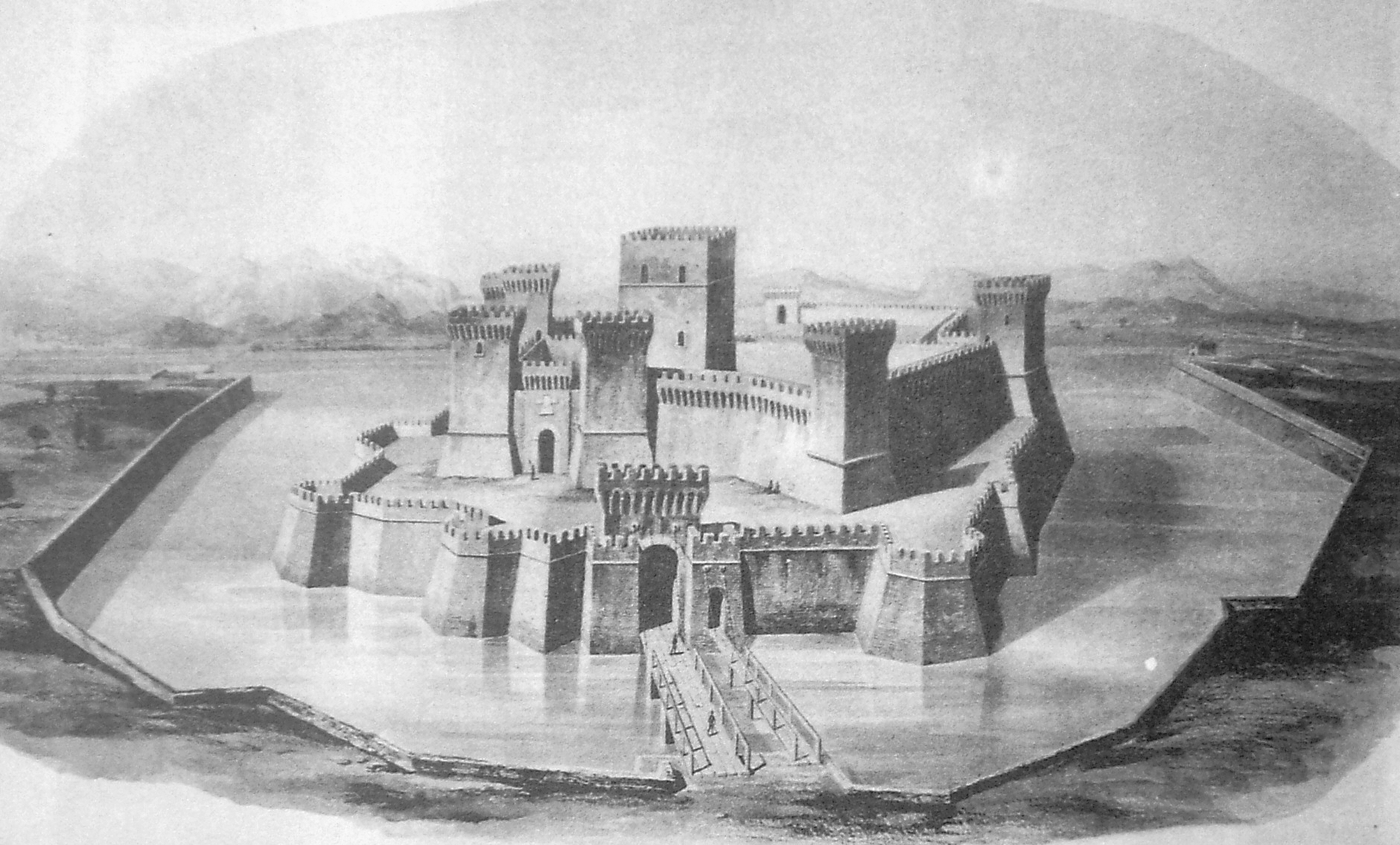
Guglielmo Meluzzi:Rekonstrukce hradu

### Od počátku do renesance

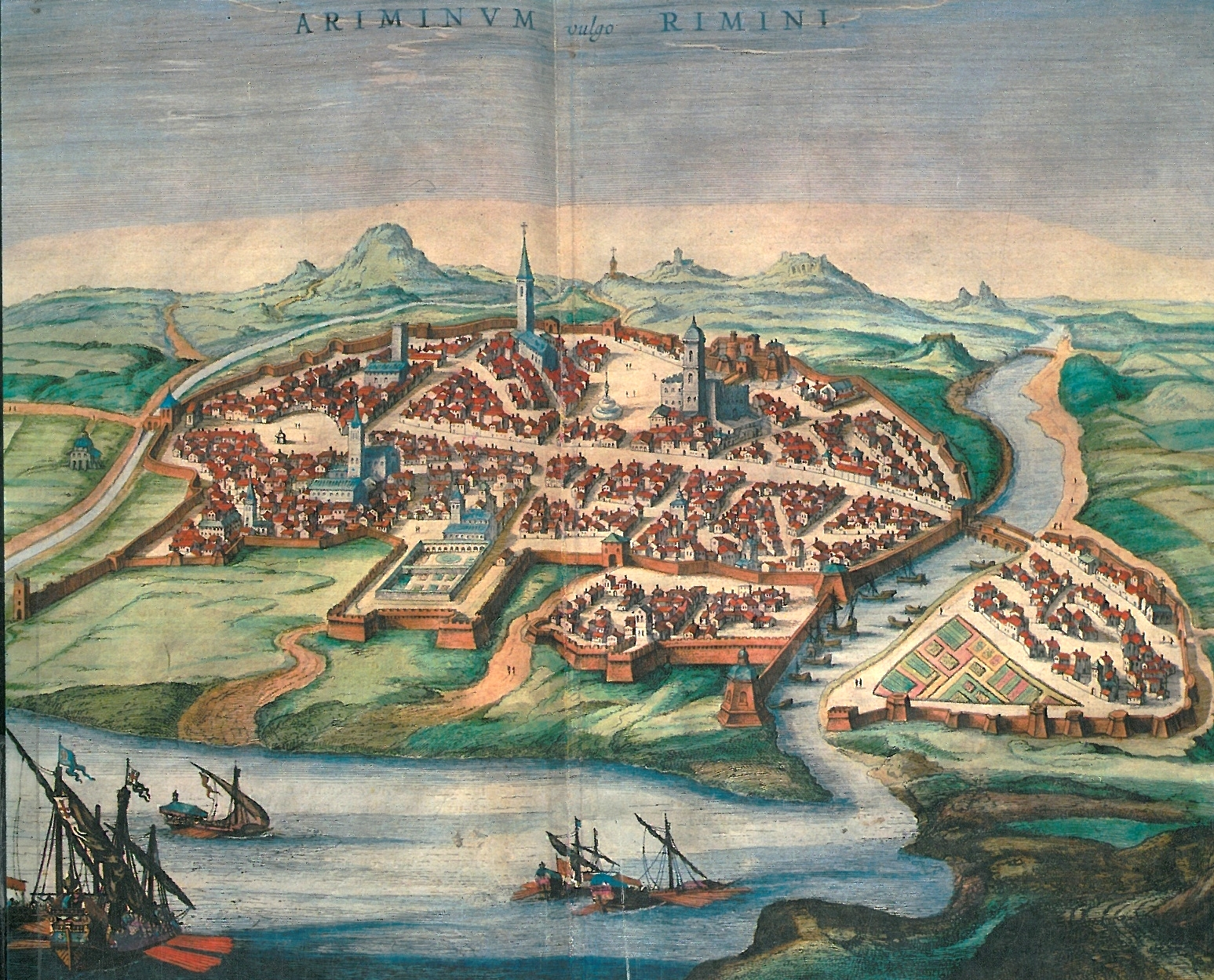
Georg Braun: Veduta Rimini z roku 1572

Osídlení na území města sahá do pravěku. V době železné, asi od 10. století př. n. l. bylo střediskem Villanovské kultury, kterou vystřídali Keltové, Etruskové a po nich Římané. Historik Strabón ve své Geographice podal první písemné zprávy o založení a rozvoji města kmene Umbrů, které patřilo do svazku svobodných etruských měst. V roce 286 př. n. l. převzali správu města Římané, tehdy čítalo na 6000 kolonistů. Při ústí řeky do moře založili přístav Ariminum. Za další urbanistické proměny město vděčí císařům Tiberiovi a Juliu Caesarovi, který je dal vydláždit a rozšířit o svou čtvrť. Již v roce 313 se zde zformovala silná křesťanská komunita v čele s římským knězem svatým Gaudenciem, který byl roku 332 zvolen prvním biskupem z Rimini; roku 359 se zde konal církevní koncil, který svolal císař Konstantin II.
Zásadní proměnou město prošlo počátkem renesance za vlády rodiny Malatestů. Sigismondo Pandolfo Malatesta v polovině 15. století vybudoval na jihovýchodním okraji města vodní hrad Castel Sismondo, do jehož opevnění zasadil antické hradební zdi včetně dvou bran a dal dostavět katedrálu s vlastní kaplí.

### Od novověku do současnosti
Středověkou a renesanční měšťanskou architekturu, zejména domy těžce postihla série zemětřesení z let 1672, 1786, 1785 a 1916. Své stopy zde zanechalo i období ustavení republiky (Reppublica cisalpina) za Napoleona roku 1797. Počátky turistického ruchu bývají datovány do roku 1843, kdy byl založen první hotel a následovala další letoviska. Významné rozšíření počtu turistů přineslo prodloužení železniční trati Rimini-Ancona v roce 1861. V témže roce zdejší účastníci národně osvobozeneckého boje, vyhlásili Rimini za součást nového Italského království.
K zatím poslednímu vážnému poškození města došlo během druhé světové války při bombardování Adriatického pobřeží a při osvobozeneckých bojích v září 1944. Na památku tří hrdinů těchto bojů bylo pojmenováno Náměstí tří mučedníků (Piazza Tre Martiri).

## Památky
- Most : Ponte di Augusto - z období římské antiky se zachovaly základy různých staveb. Nejlépe z nich římský most, který se klenul přes řeku Mareschii a mořskou zátoku. Pochází z 1. století n. l. (pravděpodobně z období vlády císaře Tiberia). Až do 90. let 20. století se běžně užíval pro dopravu, nyní je vyhrazen pro pěší.
- Augustova brána: Arco di Augusto – stojí na jižním okraji starověkého města, kudy se vcházelo do města a do hradu; na ní navazovala hlavní antická cesta města (Via principalis) k náměstí, na protější straně mířící k Tiberiovu mostu. Brána a části hradeb byly zakomponovány do fortifikace hradu, z té doby je renesanční cimbuří s tzv. vlaštovčími ocasy.
- Fórum: Piazza di Tre martiri – na obdélném půdorysu založili Římané na křižovatce dvou hlavních cest města, ve středověku bylo částečně přestavěno a přizpůsobeno novým poměrům (tržnice a přívod vody na její čištění, radnice).
- Socha Julia Caesara: bronz, kopie římské helénské práce z 1. století př. n. l.
- Hrad: Castel Sismondo – renesanční stavba z poloviny 15. století, do jehož opevnění byl zasazeny antické hradební zdi včetně dvou bran. V 19. století byl ubourán vnější prstenec hradeb
- Dóm: Tempio Malatestiano – gotický kostel s raně křesťanskými základy přestavěl v renesančním slohu architekt Leon Battista Alberti, její fasáda patří k nejstarším příkladům renesančního slohu v chrámové architektuře. Interiér: krucifix na hlavním oltáři Giotto, fresky Piero della Francesca, pohřební kaple Sigismonda Malatesty a jeho manželky Isotty degli Atti.
- Kašna s piniovou šiškou: Fontana della Pigna – renesanční mramorová stavba z roku 1543; sochař Giovanni da Carrara; v 17. století byla piniová šiška nahrazena sochou sv. Pavla, kterou odstranili restaurátoři v roce 1807 a rekonstruovali původní šišku.

## Galerie

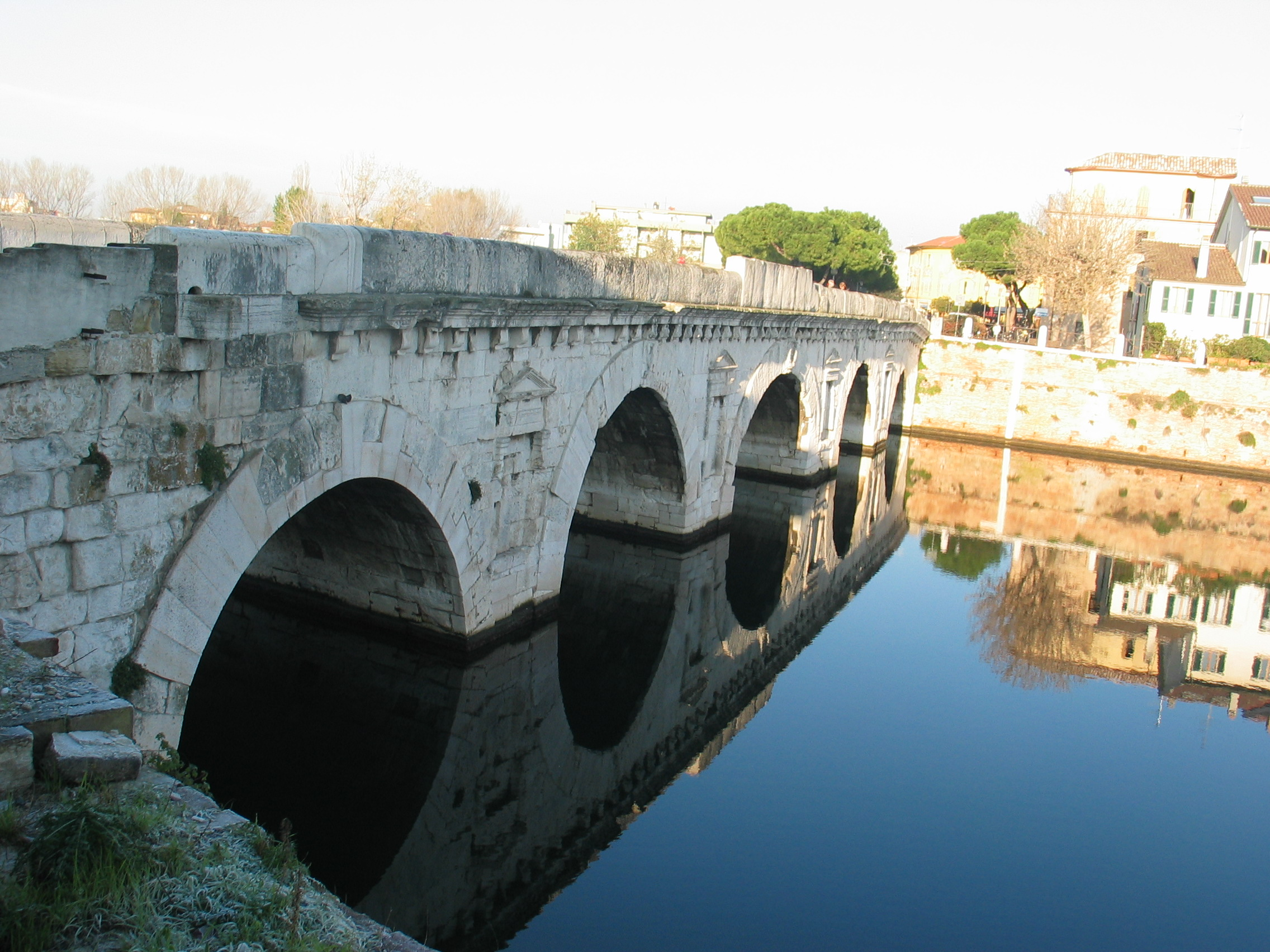
Tiberiův most
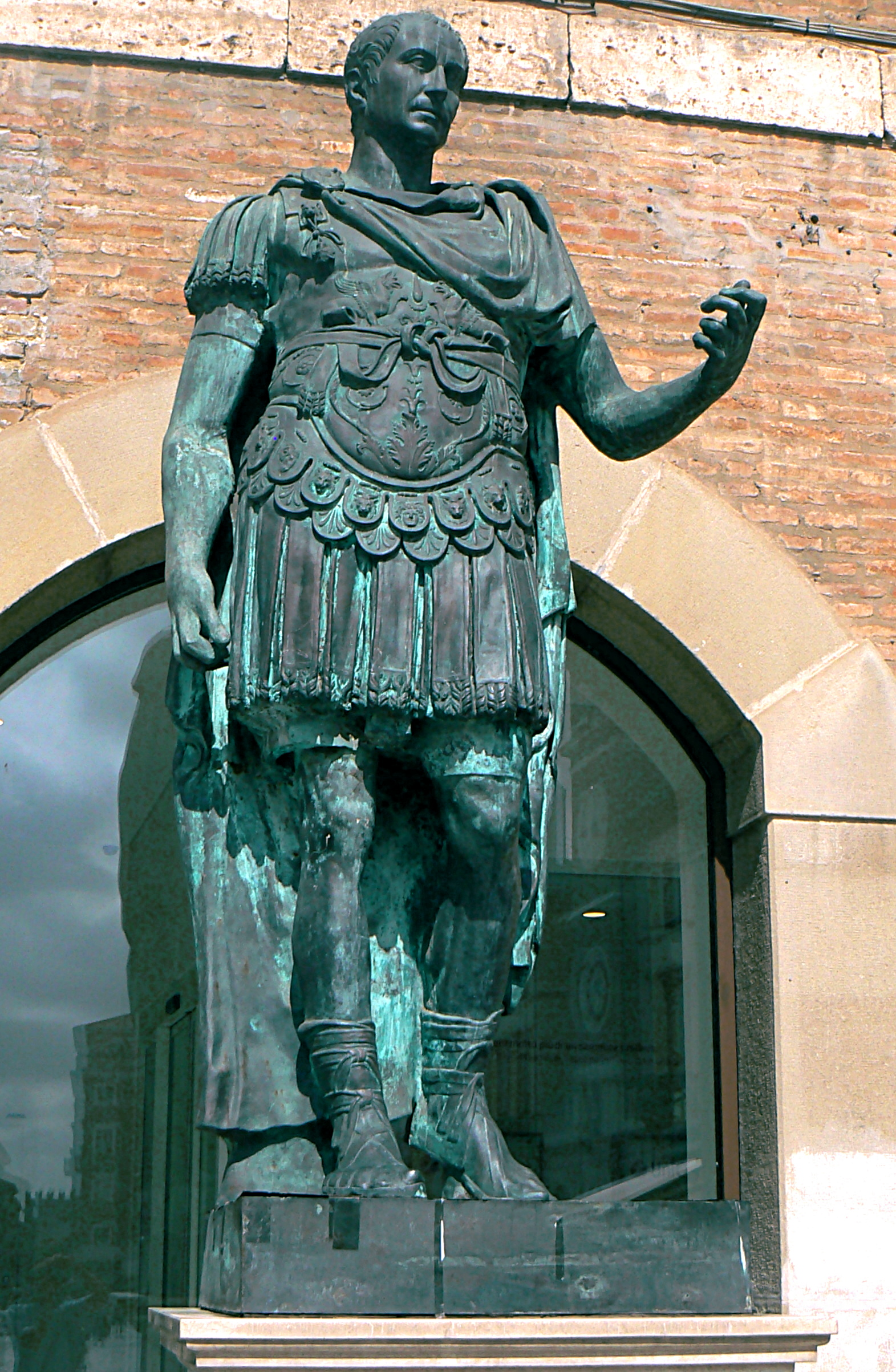
Socha Julia Caesara
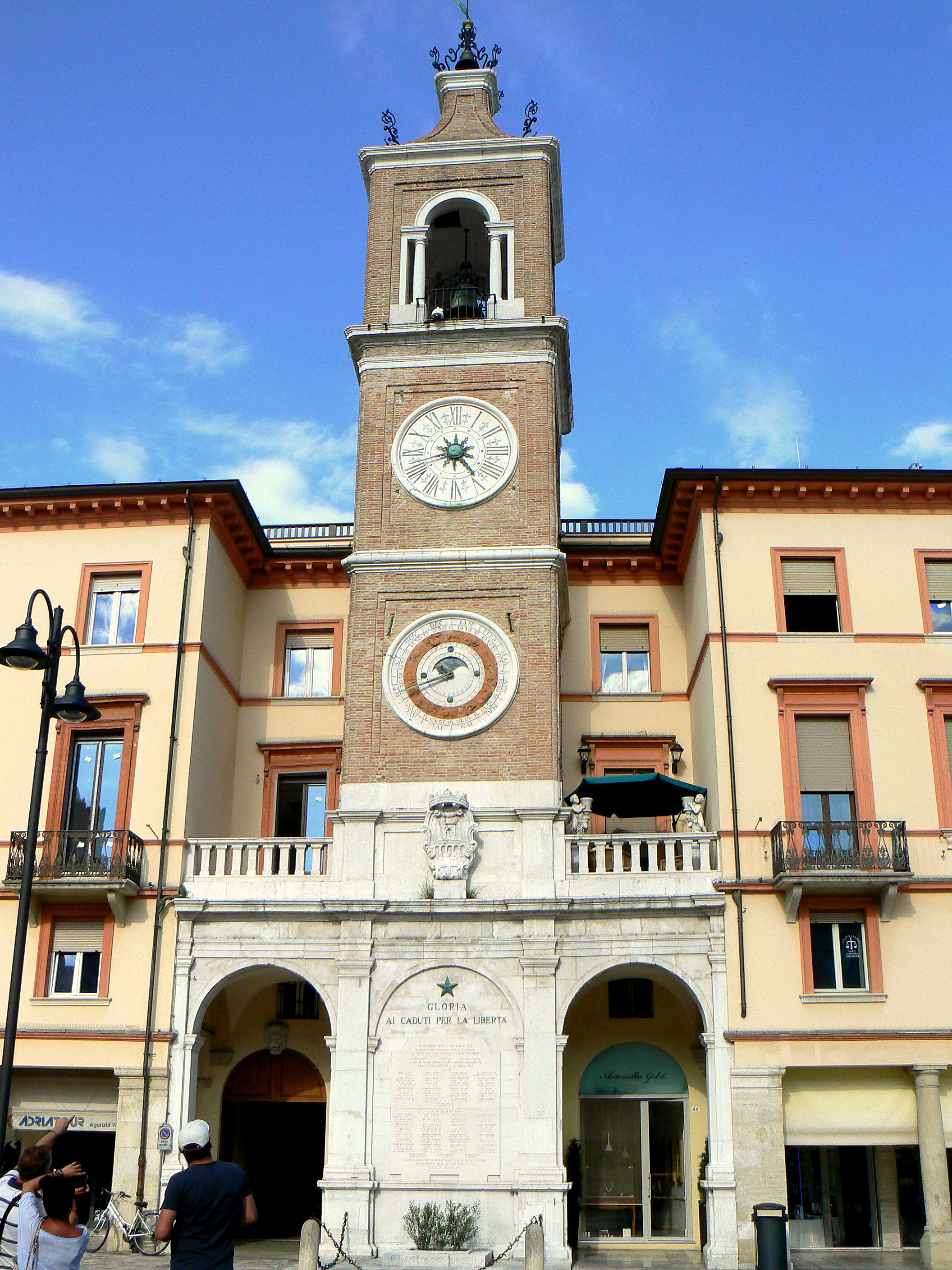
Hodinová věž
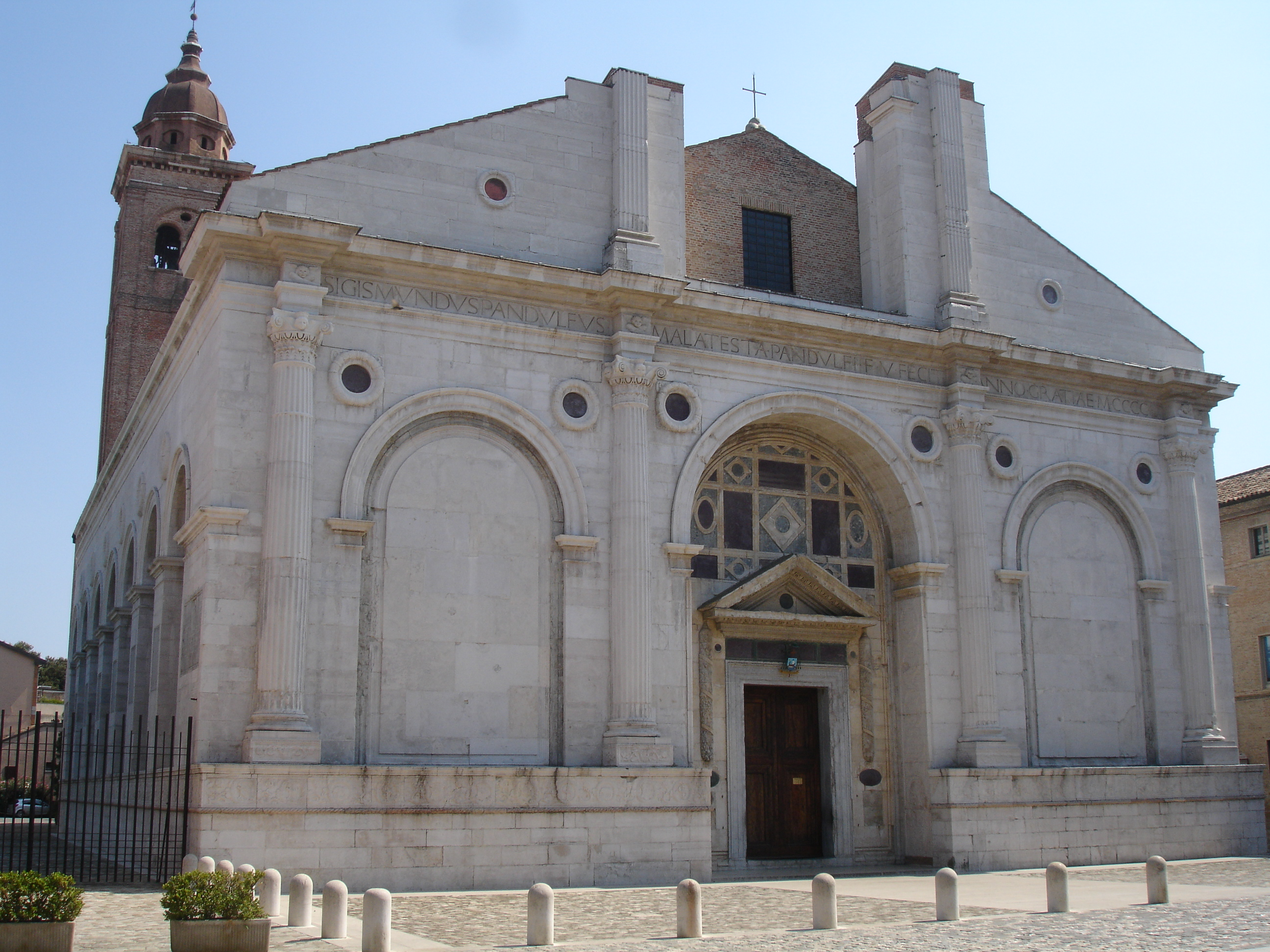
Dóm
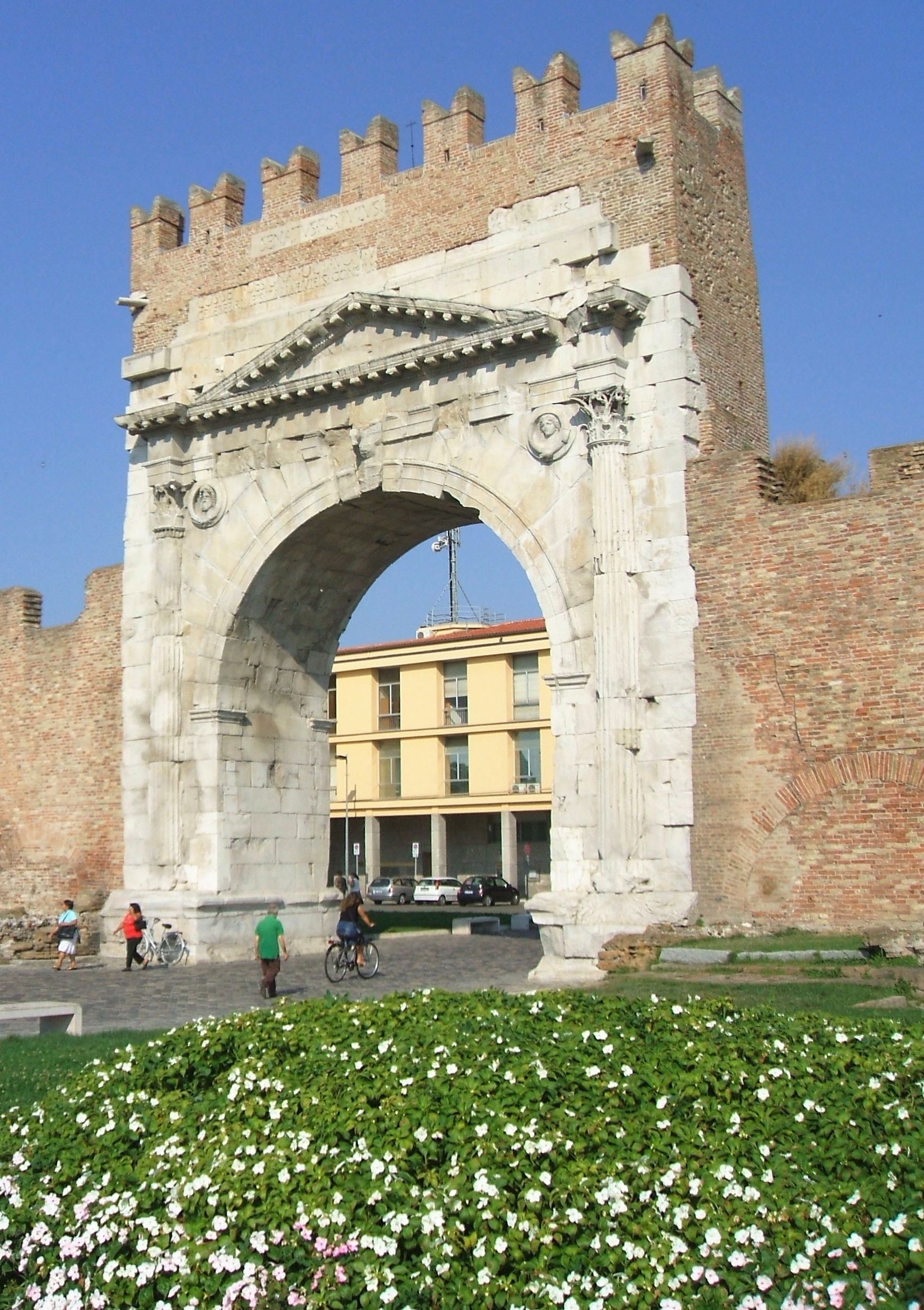
Augustova brána
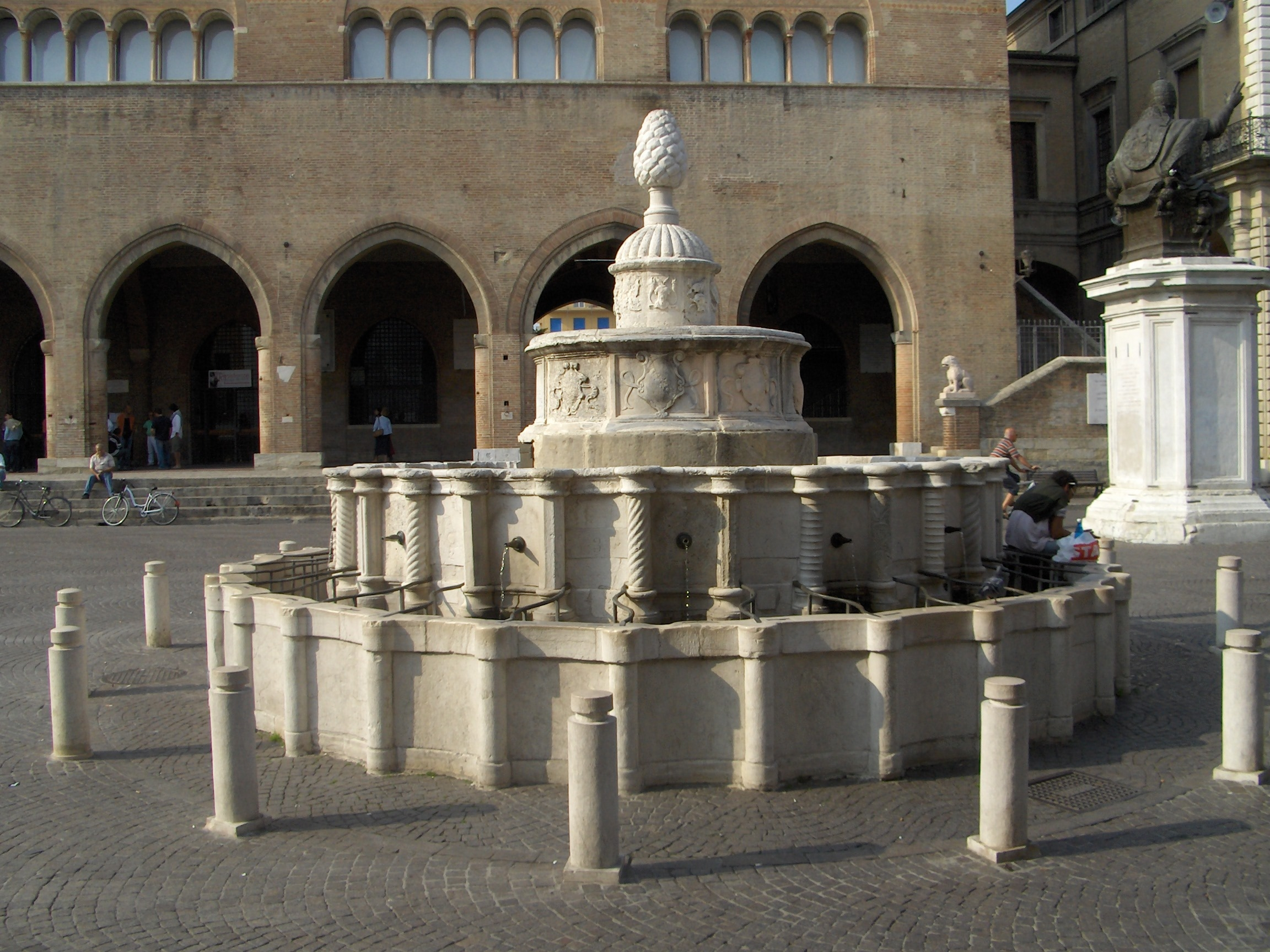
Kašna s piniovou šiškou
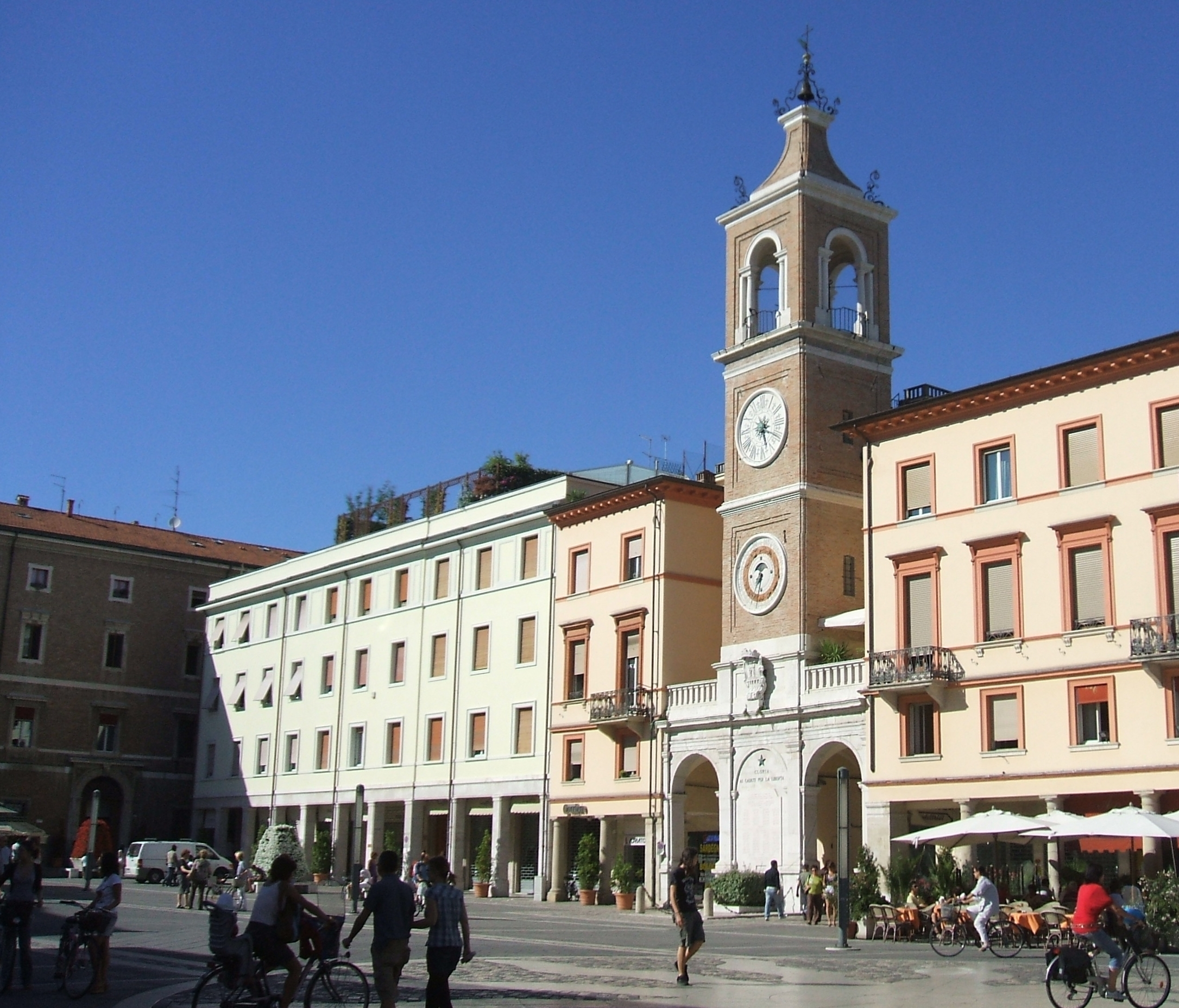
Náměstí Tří mučedníků
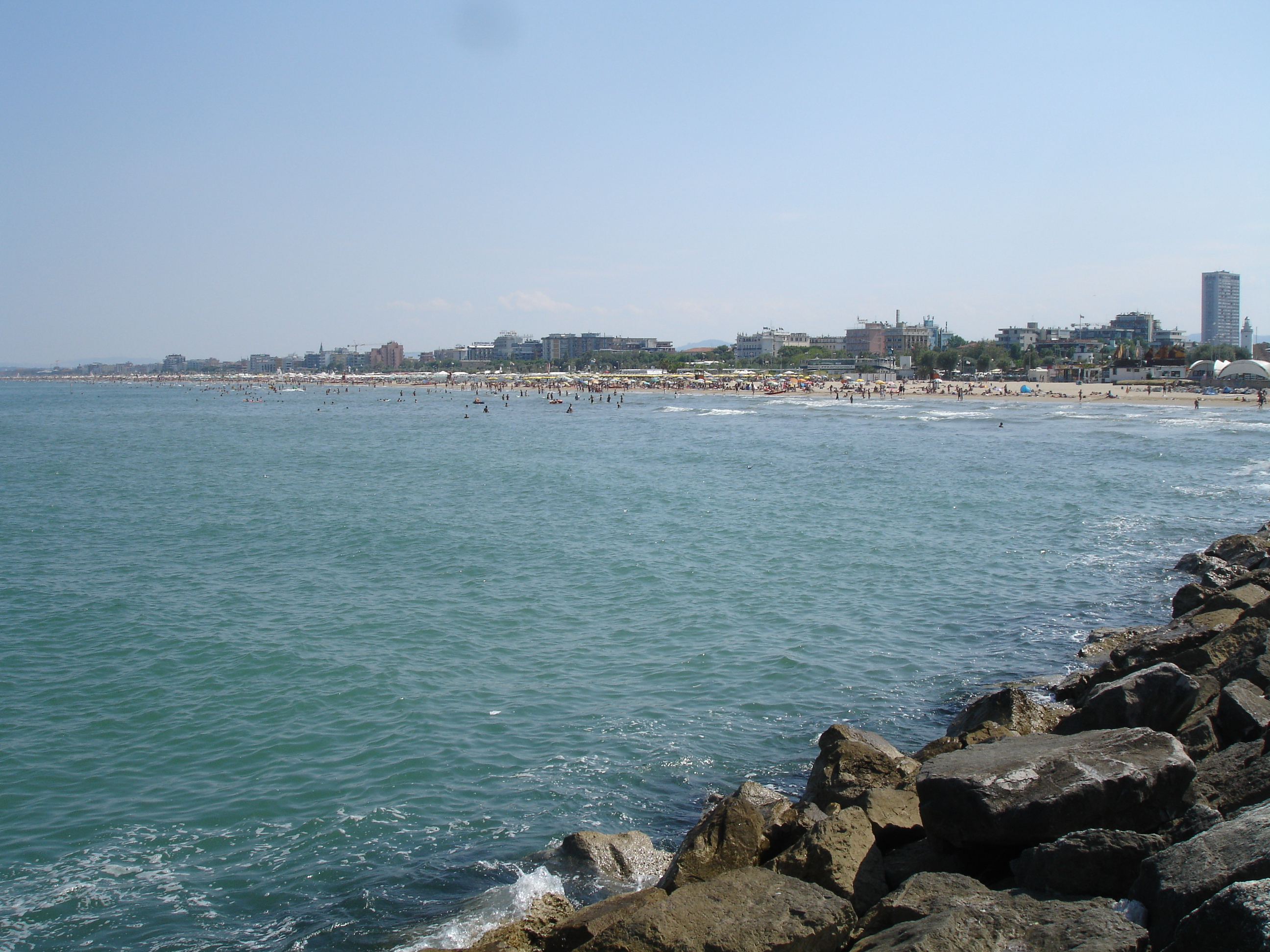
Panorama

## Kultura
- Režisér Federico Fellini (1920–1993) byl zdejším rodákem a natočil o městě svého dětství autobiografický snímek Amarcord, zasazený do atmosféry Rimini v polovině 30. let 20. století, z reálií v něm je představen např. Grand Hotel.

## Vývoj počtu obyvatel
Počet obyvatel

## Osobnosti
- Gozzio Battaglia (1270-1348) – biskup, kardinál a právník, osobnost na papežském dvoře v Avignonu
- Agostino di Duccio (1418–um 1481), sochař
- Antonio Draghi (1634–1700), hudební skladatel
- Federico Fellini (1920–1993), režisér
- Hugo Pratt (1927–1995), kreslíř komiksů
- Lucia Bronzettiová (* 1998), profesionální tenistka

## Partnerská města
- Fort Lauderdale, Florida, USA, 1985
- Jang-čou, Čína, 1999
- Saint-Maur-des-Fossés, Francie, 1967
- Seraing, Belgie, 1976
- Soči, Rusko, 1977
- Ziguinchor, Senegal, 1974